# اليوم الدولي للسعادة
اليوم الدولي للسعادة ذكرى سنوية يحتفل بها المجتمع الدولي في 20 مارس. بعد أن اعتمدت الأمم المتحدة في دورتها السادسة والستين هذا اليوم من كل عام يوما دوليا للسعادة اعترافا بأهمية السعي للسعادة أثناء تحديد أطر السياسة العامة لتحقق التنمية المستدامة والقضاء على الفقر وتوفير الرفاهية لجميع الشعوب.
حيث تقرر في 28 يونيو 2012 على هامش فعاليات الدورة السادسة والستين للجمعية العامة للأمم المتحدة بعنوان «السعادة ورفاهية المجتمع والنموذج الاقتصادي الحديث» قال الأمين العام للأمم المتحدة بان كي مون إن العالم بحاجة إلى نموذج اقتصادي جديد يحقق التكافؤ بين دعائم الاقتصاد الثلاث: التنمية المستدامة والرفاهية المادية والاجتماعية وسلامة الفرد والبيئة ويصب في تعريف ماهية السعادة العالمية.